# Göran Therborn

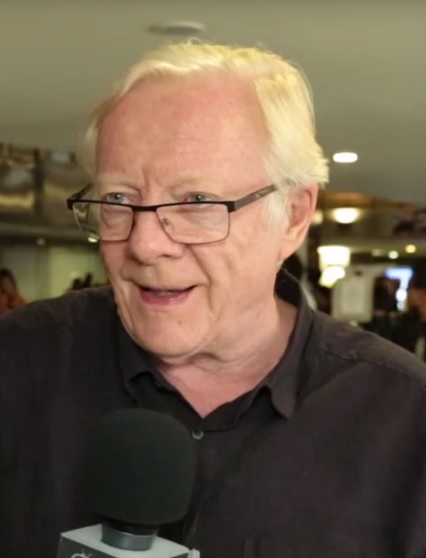
Göran Therborn

Göran Therborn (* 23. September 1941 in Kalmar, Schweden) ist ein schwedischer Soziologe und seit 2006 Professor für Soziologie an der University of Cambridge.
Er studierte Soziologie, Politikwissenschaft und Ökonomik an der Universität Lund (Schweden). Nach seiner Habilitation lehrte er von 1974 bis 1981 als Dozent (Associate Professor) für Soziologie an der Universität Lund, danach als Professor für Politikwissenschaft an der Universität Nijmegen (Niederlande). Von 1987 bis 2003 war er Professor für Soziologie an der Universität Göteborg und ab 2003 bis zu seinem Wechsel nach Cambridge  Professor für Soziologie an der Universität Uppsala.
Therborn war Gastprofessor in zahlreichen Ländern West- und Osteuropas, in den beiden Amerikas sowie in Asien und Australien. Er zählt zu den international bekannten Sozialtheoretikern und Soziologen Skandinaviens.

## Schriften (Auswahl)
- A Critique of the Frankfurt School. In: New Left Review, Heft 63 (September-October 1970), S. 65–96.
- Science, Class and Society (1976)
- What Does the Ruling Class Do When It Rules (1978)
- The Ideology of Power and the Power of Ideology (1980)
- zusammen mit Christine Buci-Glucksmann: Der sozialdemokratische Staat. Die Keynesianisierung der Gesellschaft (1982)
- Why Some Peoples are More Unemployed Than Others (1986)
- European Modernity and Beyond (1995)
- Die Gesellschaften Europas 1945-2000 (2000)
- Between Sex and Power: Family in the World 1900-2000 (2004)
- Asia and Europe in Globalization (2005)
- Inequalities of the World (2006)
- From Marxism to Post-Marxism (2009)
- The World - A Beginner's Guide (2010)
- The Killing Fields of Inequality (2013)
- The Urban, The National, The Popular, The Global (2017)
- Inequality and the Labyrinths of Democracy (2020)
- Die Linke im 21. Jahrhundert. Progressive Selbsterneuerung in aggressiven Weltverhältnissen, VSA Verlag, Hamburg 2023, ISBN 978-3-96488-180-9.